# Bactrocera digressa
Bactrocera digressa är en tvåvingeart som beskrevs av Chandrasekharamenon Radhakrishnan 1999. Bactrocera digressa ingår i släktet Bactrocera och familjen borrflugor. Inga underarter finns listade.